# Brixia pulchra
Brixia pulchra är en insektsart som beskrevs av Synave 1965. Brixia pulchra ingår i släktet Brixia och familjen kilstritar. Inga underarter finns listade i Catalogue of Life.